# ぽんこつ
| ウィキペディアには「ぽんこつ」という見出しの百科事典記事はありません（タイトルに「ぽんこつ」を含むページの一覧/「ぽんこつ」で始まるページの一覧）。 代わりにウィクショナリーのページ「ぽんこつ」が役に立つかもしれません。 |